# Schuld
Schuld è un comune di 722 abitanti della Renania-Palatinato, in Germania.
Appartiene al circondario (Landkreis) di Ahrweiler (targa AW) ed è parte della comunità amministrativa (Verbandsgemeinde) di Adenau.
La presenza di un insediamento romano era nota grazie ai diversi ritrovamenti. Nel 1962, nel corso di alcuni interventi architettonici, sono stati trovati i resti di un edificio romano, una villa rustica, in zona "Im Weiler". Con la villa romana di Bad Neuenahr-Ahrweiler, il complesso è uno degli edifici romani meglio conservati del circondario di Ahrweiler. 
Nel luglio 2021 la zona stata pesantemente colpita da inondazioni.